# Abolição (Rio de Janeiro)
Pour les articles homonymes, voir Abolição.
Abolição est un quartier de la zone Nord de Rio de Janeiro, au Brésil,.
Selon le recensement de 2010, le quartier compte 11 356 habitants. Le quartier a été créé le 23 juillet 1981.